# Luk Challenge
El Luk Challenge fue una carrera ciclista profesional contrarreloj por parejas alemana  que se disputaba en Bühl (estado de Baden-Wurtemberg) y sus alrededores, a finales del mes de julio.
Tiene su origen en diferentes pruebas contrarreloj por parejas disputadas desde 1966 en Alemania: Baden-Baden, GP Telekom, GP Breitling y GP EnBW y en la prueba de un día llamada Luk-Cup Bühl desde 1996 hasta 2003 de poco más de 170 km. Estas dos se integraron y crearon una única carrera en 2004 con una longitud aproximada de 70 km. Sus primeras ediciones estuvieron encuadradas en la categoría 1.2 llamándose hasta el 2004 Karlsruher Versicherungs GP. Desde la creación de los Circuitos Continentales UCI en 2005 formó parte del UCI Europe Tour, dentro de la categoría 1.1. Su última edición fue en 2006. También hubo dos ediciones femeninas (2004-2005) con 41,1 km aunque en categoría amateur.

## Palmarés

### Masculino
| Año                                 | Ganadores                              | Segundos                          | Terceros                                |
| Gran Premi Baden-Baden              | Gran Premi Baden-Baden                 | Gran Premi Baden-Baden            | Gran Premi Baden-Baden                  |
| ----------------------------------- | -------------------------------------- | --------------------------------- | --------------------------------------- |
| 1968                                | Ferdinand Bracke Vittorio Adorni       | Jacques Anquetil Rudi Altig       | Charly Grosskost Roger Pingeon          |
| 1969                                | Herman Van Springel Roger De Vlaeminck | Rudi Altig Vittorio Adorni        | Hans Jünkermann Wilfried Peffgen        |
| 1970                                | Roger De Vlaeminck Herman Van Springel |                                   |                                         |
| 1971                                | Eddy Merckx Herman Van Springel        | Gösta Pettersson Tomas Pettersson | Charly Grosskost Luis Ocaña             |
| 1972-88                             | no se disputó                          | no se disputó                     | no se disputó                           |
| 1989                                | Laurent Fignon Thierry Marie           | Tom Cordes Rolf Gölz              | Harmut Bolts Dominik Krieger            |
| 1990-91                             | no se disputó                          | no se disputó                     | no se disputó                           |
| Gran Premi Telekom                  |                                        |                                   |                                         |
| 1992                                | Dominik Krieger Tony Rominger          | Udo Bölts Jens Heppner            | Viacheslav Yekímov Olaf Ludwig          |
| 1993                                | Gianni Bugno Maurizio Fondriest        | Chris Boardman Claudio Chiappucci | Thierry Marie Pascal Lino               |
| 1994                                | Jens Lehmann Tony Rominger             | Olaf Ludwig Rolf Aldag            | Chris Boardman Pascal Lance             |
| 1995                                | Andrea Chiurato Tony Rominger          | Olaf Ludwig Rolf Aldag            | Claudio Chiappucci Beat Zberg           |
| 1996                                | Chris Boardman Uwe Peschel             | Olaf Ludwig Rolf Aldag            | Bjarne Riis Jan Ullrich                 |
| Gran Premi Breitling                |                                        |                                   |                                         |
| 1997                                | Oscar Camenzind Johan Museeuw          | Eddy Seigneur Andrea Peron        | Jan Ullrich Rolf Aldag                  |
| 1998                                | Udo Bölts Christian Henn               | Jan Ullrich Rolf Aldag            | Erik Zabel Jens Heppner                 |
| 1999                                | Chris Boardman Jens Voigt              | Laurent Jalabert Abraham Olano    | Michael Boogerd Erik Dekker             |
| Gran Premi EnBW                     |                                        |                                   |                                         |
| 2000                                | Michael Rich Torsten Schmidt           | Oscar Camenzind Robert Hunter     | Marc Wauters Erik Dekker                |
| 2001                                | Christophe Moreau Florent Brard        | Jens Lehmann Thomas Liese         | Viacheslav Yekímov Víctor Hugo Peña     |
| Karlsruher Versicherungs-Grand Prix |                                        |                                   |                                         |
| 2002                                | Michael Rich Uwe Peschel               | Laurent Jalabert Nicolas Jalabert | Joseba Beloki Igor González de Galdeano |
| 2003                                | Michael Rich Sebastian Lang            | Georg Totschnig Torsten Schmidt   | Bobby Julich Aleksandr Vinokurov        |
| LuK Challenge                       |                                        |                                   |                                         |
| 2004                                | Bobby Julich Jens Voigt                | Michael Rich Uwe Peschel          | Markus Fothen Sebastian Lang            |
| 2005                                | Bobby Julich Jens Voigt                | Markus Fothen Sebastian Lang      | Michael Rich Uwe Peschel                |
| 2006                                | Markus Fothen Sebastian Lang           | Fabian Cancellara Fränk Schleck   | Marc Wauters Niels Scheuneman           |

### Femenino
| Año  | Ganadoras                            | Segundas                          | Terceras                           |
| ---- | ------------------------------------ | --------------------------------- | ---------------------------------- |
| 2004 | Mirjam Melchers Leontien van Moorsel | Judith Arndt Petra Rossner        | Zulfiya Zabirova Christiane Soeder |
| 2005 | Judith Arndt Trixi Worrack           | Mirjam Melchers Susanne Ljungskog | Sarah Ulmer Melissa Holt           |